# Busengo
Busengo ist einer von 19 Sektoren des Distrikts Gakenke in der Nordprovinz von Ruanda.

## Geographie
Der Sektor hat eine Fläche von 38,1 km² und liegt auf einer Höhe von etwa 1720 m. Er unterteilt sich in die sieben Zellen Birambo, Butereri, Byibuhiro, Kamina, Kirabo, Mwumba und Ruhanga. Nachbarsektoren sind Cyabingo im Norden, Kivuruga im Nordosten, Gakenke im Südosten, Janja im Süden und Rusasa im Westen.

## Bevölkerung
Nach Stand der Volkszählung von 2022 liegt die Einwohnerzahl bei 21.392. Zehn Jahre zuvor waren es 20.164, was einem jährlichen Bevölkerungszuwachs von 0,6 Prozent zwischen 2012 und 2022 entspricht.

## Verkehr
Im äußersten Westen des Sektors verläuft eine District Road in Nord-Süd-Richtung.

## Gesundheitswesen
Im Sektor befindet sich das Busengo Health Center.